# 24K Magic (bài hát)
"24K Magic" là một bài hát của nghệ sĩ thu âm người Mỹ Bruno Mars nằm trong album phòng thu thứ ba của anh cùng tên (2016). Nó được phát hành vào ngày 7 tháng 10 năm 2016 như là đĩa đơn đầu tiên trích từ album bởi Atlantic Records, cũng như được cung cấp như là một bản nhạc tặng kèm cho những người đặt trước album. Bài hát được đồng viết lời và sản xuất bởi Mars, Philip Lawrence và Christopher Brody Brown dưới tên gọi chung của họ Shampoo Press & Curl, bên cạnh sự tham gia hỗ trợ sản xuất từ The Stereotypes, cộng tác viên quen thuộc xuyên suốt sự nghiệp của nam ca sĩ. "24K Magic" là một bản funk, disco và R&B chịu nhiều ảnh hưởng từ hip hop mang nội dung đề cập đến sự hào nhoáng với lối sống xa hoa, tiệc tùng của một người đàn ông và những người bạn, đã thu hút nhiều sự so sánh với bài hát năm 1982 của Grandmaster Flash and the Furious Five "The Message". Một phiên bản phối lại của nó với sự tham gia sản xuất từ R3hab, đã được phát hành.
Sau khi phát hành, "24K Magic" nhận được những phản ứng tích cực từ các nhà phê bình âm nhạc, trong đó họ đánh giá cao chất giọng của Mars và so sánh với James Brown, cũng như giai điệu bắt tai, vui vẻ và gợi cảm giác hoài cổ, mặc dù vấp phải một số chỉ trích cho rằng đây là một sự cố gắng mô phỏng đĩa đơn năm 2014 mà nam ca sĩ hợp tác với Mark Ronson "Uptown Funk". Tuy nhiên, bài hát đã gặt hái nhiều giải thưởng và đề cử tại những lễ trao giải lớn, bao gồm chiến thắng một giải Grammy cho Thu âm của năm tại lễ trao giải thường niên lần thứ 60. "24K Magic" cũng tiếp nhận những thành công vượt trội về mặt thương mại, đứng đầu các bảng xếp hạng ở Argentina, Pháp và New Zealand, đồng thời lọt vào top 10 ở nhiều quốc gia khác, bao gồm vươn đến top 5 ở những thị trường lớn như Úc, Bỉ, Canada, Hà Lan, Bồ Đào Nha, Tây Ban Nha và Vương quốc Anh. Tại Hoa Kỳ, nó đạt vị trí thứ tư trên bảng xếp hạng Billboard Hot 100, trở thành đĩa đơn thứ 12 của Mars vươn đến top 5 tại đây.
Video ca nhạc cho "24K Magic" được đồng đạo diễn bởi Mars và Cameron Duddy, trong đó bao gồm những cảnh nam ca sĩ và những người bạn cùng nhau tiệc tùng và vui vẻ tại nhiều địa điểm khác nhau ở Las Vegas. Nó đã nhận được ba đề cử tại giải Video âm nhạc của MTV năm 2017 cho Video của năm, Đạo diễn xuất sắc nhất và Chỉ đạo nghệ thuật xuất sắc nhất. Để quảng bá bài hát, Mars đã trình diễn "24K Magic" trên nhiều chương trình truyền hình và lễ trao giải lớn, bao gồm Saturday Night Live, The X Factor UK, The Voice, giải Âm nhạc châu Âu của MTV năm 2016 và giải thưởng Âm nhạc Mỹ năm 2016, cũng như trong nhiều chuyến lưu diễn của anh. Kể từ khi phát hành, nó đã được hát lại và sử dụng làm nhạc mẫu bởi nhiều nghệ sĩ, như Rihanna, Kendrick Lamar, Zendaya và Conor Maynard. Tính đến nay, "24K Magic" đã bán được hơn 8 triệu bản trên toàn cầu, trở thành một trong những đĩa đơn bán chạy nhất mọi thời đại.

## Danh sách bài hát
- Tải kĩ thuật số[1]

1. "24K Magic" – 3:46

- Tải kĩ thuật số - R3hab phối lại[2]

1. "24K Magic" (R3hab phối lại) – 2:38

## Thành phần thực hiện
Thành phần thực hiện được trích từ ghi chú của 24K Magic, Atlantic Records.
Thu âm và phối khí
- Thu âm tại Glenwood Place Studios, Burbank, California.
- Phối khí tại MixStar Studios, Virginia Beach, Virginia.

Thành phần
| - Bruno Mars – giọng chính, viết lời, giọng nền, talkbox - Philip Lawrence – viết lời, giọng nền - Christopher Brody Brown – viết lời, giọng nền - Shampoo Press & Curl – sản xuất - The Stereotypes – hỗ trợ sản xuất - James Fauntleroy – giọng nền - Byron "Mr. Talkbox" Chambers – talkbox | - Dave Foreman – guitar - Charles Moniz – thu âm, kỹ sư - Jacob Dennis – hỗ trợ kỹ sư - Serban Ghenea – phối khí - John Hanes – kỹ sư phối khí - Tom Coyne – master |

## Xếp hạng
| Bảng xếp hạng (2016-18)                   | Vị trí cao nhất |
| ----------------------------------------- | --------------- |
| Argentina (Monitor Latino)                | 1               |
| Úc (ARIA)                                 | 3               |
| Áo (Ö3 Austria Top 40)                    | 22              |
| Bỉ (Ultratop 50 Flanders)                 | 1               |
| Bỉ (Ultratop 50 Wallonia)                 | 3               |
| Brazil (Brasil Hot 100 Airplay)           | 4               |
| Canada (Canadian Hot 100)                 | 3               |
| Canada AC (Billboard)                     | 1               |
| Canada CHR/Top 40 (Billboard)             | 4               |
| Canada Hot AC (Billboard)                 | 1               |
| Cộng hòa Séc (Rádio Top 100)              | 22              |
| Cộng hòa Séc (Singles Digitál Top 100)    | 10              |
| Đan Mạch (Tracklisten)                    | 18              |
| Ecuador (National-Report)                 | 6               |
| Pháp (SNEP)                               | 1               |
| Đức (GfK)                                 | 14              |
| Hungary (Single Top 40)                   | 5               |
| Ireland (IRMA)                            | 10              |
| Israel (Media Forest)                     | 1               |
| Ý (FIMI)                                  | 16              |
| Nhật Bản (Japan Hot 100)                  | 16              |
| Mexico Phát thanh (Billboard)             | 12              |
| Hà Lan (Dutch Top 40)                     | 6               |
| Hà Lan (Single Top 100)                   | 5               |
| New Zealand (Recorded Music NZ)           | 1               |
| Na Uy (VG-lista)                          | 16              |
| Paraguay (Monitor Latino)                 | 4               |
| Philippines (Philippine Hot 100)          | 9               |
| Ba Lan (Polish Airplay Top 100)           | 40              |
| Bồ Đào Nha (AFP)                          | 4               |
| Scotland (OCC)                            | 5               |
| Slovakia (Rádio Top 100)                  | 35              |
| Slovakia (Singles Digitál Top 100)        | 7               |
| Slovenia (SloTop50)                       | 19              |
| Hàn Quốc (Gaon International Singles)     | 2               |
| Tây Ban Nha (PROMUSICAE)                  | 5               |
| Thụy Điển (Sverigetopplistan)             | 22              |
| Thụy Sĩ (Schweizer Hitparade)             | 9               |
| Anh Quốc (OCC)                            | 5               |
| Uruguay (Monitor Latino)                  | 9               |
| Hoa Kỳ Billboard Hot 100                  | 4               |
| Hoa Kỳ Adult Contemporary (Billboard)     | 13              |
| Hoa Kỳ Adult Pop Airplay (Billboard)      | 3               |
| Hoa Kỳ Dance Club Songs (Billboard)       | 2               |
| Hoa Kỳ Dance/Mix Show Airplay (Billboard) | 2               |
| Hoa Kỳ Hot R&B/Hip-Hop Songs (Billboard)  | 3               |
| Hoa Kỳ Pop Airplay (Billboard)            | 5               |
| Hoa Kỳ Rhythmic (Billboard)               | 1               |

| Bảng xếp hạng (2016)                      | Vị trí |
| ----------------------------------------- | ------ |
| Argentina (Monitor Latino)                | 17     |
| Australia (ARIA)                          | 59     |
| Belgium (Ultratop Flanders)               | 48     |
| Brazil (Brasil Hot 100)                   | 75     |
| France (SNEP)                             | 100    |
| Hungary (Single Top 40)                   | 54     |
| Israel (Media Forest)                     | 29     |
| Netherlands (Dutch Top 40)                | 47     |
| South Korea (Gaon International Singles)  | 39     |
| UK Singles (Official Charts Company)      | 68     |
| Bảng xếp hạng (2017)                      | Vị trí |
| Argentina (Monitor Latino)                | 5      |
| Australia (ARIA)                          | 82     |
| Belgium (Ultratop 50 Flanders)            | 50     |
| Belgium (Ultratop 50 Wallonia)            | 51     |
| Canada (Canadian Hot 100)                 | 27     |
| Ecuador (Monitor Latino)                  | 84     |
| France (SNEP)                             | 112    |
| Hungary (Rádiós Top 40)                   | 20     |
| Hungary (Single Top 40)                   | 65     |
| Israel (Media Forest)                     | 6      |
| Japan (Japan Hot 100)                     | 38     |
| Japan Hot Overseas (Billboard Japan)      | 5      |
| Netherlands (Dutch Top 40)                | 78     |
| Netherlands (Single Top 100)              | 98     |
| Paraguay (Monitor Latino)                 | 10     |
| South Korea (Gaon International Singles)  | 22     |
| Spain (PROMUSICAE)                        | 86     |
| Switzerland (Schweizer Hitparade)         | 80     |
| UK Singles (Official Charts Company)      | 95     |
| US Billboard Hot 100                      | 16     |
| US Adult Contemporary (Billboard)         | 35     |
| US Adult Top 40 (Billboard)               | 21     |
| US Hot Dance Club Songs (Billboard)       | 41     |
| US Hot Dance/Mix Show Airplay (Billboard) | 35     |
| US Hot R&B/Hip-Hop Songs (Billboard)      | 12     |
| US Pop Songs (Billboard)                  | 37     |
| US Rhythmic (Billboard)                   | 36     |
| Bảng xếp hạng (2018)                      | Vị trí |
| Argentina (Monitor Latino)                | 99     |
| Japan Hot Overseas (Billboard Japan)      | 20     |
| South Korea (Gaon International Singles)  | 51     |

## Chứng nhận
| Quốc gia | Chứng nhận  | Số đơn vị/doanh số chứng nhận |
| --- | ----------- | ----------------------------- |
| Úc (ARIA) | 5× Bạch kim | 350.000‡                      |
| Bỉ (BEA) | Bạch kim    | 0‡                            |
| Canada (Music Canada) | 4× Bạch kim | 0‡                            |
| Đan Mạch (IFPI Đan Mạch) | Bạch kim    | 30.000^                       |
| Pháp (SNEP) | Kim cương   | 250.000‡                      |
| Đức (BVMI) | Vàng        | 150.000‡                      |
| Ý (FIMI) | 2× Bạch kim | 100.000‡                      |
| New Zealand (RMNZ) | Bạch kim    | 30.000‡                       |
| Hàn Quốc (Gaon Chart) | —           | 547,002                       |
| Tây Ban Nha (PROMUSICAE) | 2× Bạch kim | 80.000‡                       |
| Thụy Sĩ (IFPI) | Vàng        | 15.000‡                       |
| Anh Quốc (BPI) | Bạch kim    | 600.000‡                      |
| Hoa Kỳ (RIAA) | 5× Bạch kim | 5.000.000‡                    |
| * Chứng nhận dựa theo doanh số tiêu thụ. ^ Chứng nhận dựa theo doanh số nhập hàng. ‡ Chứng nhận dựa theo doanh số tiêu thụ và phát trực tuyến. |             |                               |